# Minijaturna čusan palma
Minijaturna čusan palma (Vagi), (lat. Trachycarpus wagnerianus) je malena palma roda Trachycarpus, porijeklom s Himalaja. 
Kada je početkom dvadesetog stoljeća Trachycarpus wagnerianus prvi put donesen u Europu, mislilo se da je on samo varijanta Trachycarpus fortunei. Ubrzo je shvaćeno zbog njegovog jedinstvenog izgleda, da je on sasvim posebna vrsta. Stablo mu je obraslo koncima kao i kod T.fortunei ali su listovi vrlo kruti, manji, u osnovi nerazdjeljeni, zeleno-plave boje, s bjeličastim koncima po obodu koji joj daju stalno "zaleđen" izgled. Zbog svog kompaktnog oblika izuzetno je otporan na vjetar, pa čak i na jače udare. Kad poslije 3-4 godine počne da oblikuje stablo raste 30-40cm godišnje,tako da za 10 godina već možete imati ovu palmu u njenoj maksimalnoj veličini. U Japanu se više ne može naći u divljini, tako da ostaje nejasno da li je današnji oblik pravi ili je nastao u kultivaciji. 
Zadnjih godina je možda najtraženiji Trachycarpus. Otpornost mu ide do -18°C. Odgovara mu kako sunčano tako i polusjenovito i sjenovito mjesto. Na jadranskoj obali gotovo da i nema ove vrste palmi, može se naći tek u botaničkim vrtovima i arboretumima na obali. Zbog svoje velike otpornosti kako na niske temperature tako i na vjetar iznimno je pogodan za cijelu jadransku obalu, a može se saditi i na mjestima koja su izložena buri.

## Vanjske poveznice
- Palms Trachycarpus  Arhivirana inačica izvorne stranice od 17. veljače 2007. (Wayback Machine)
- [neaktivna poveznica]